# Testament Piotra Wydżgi

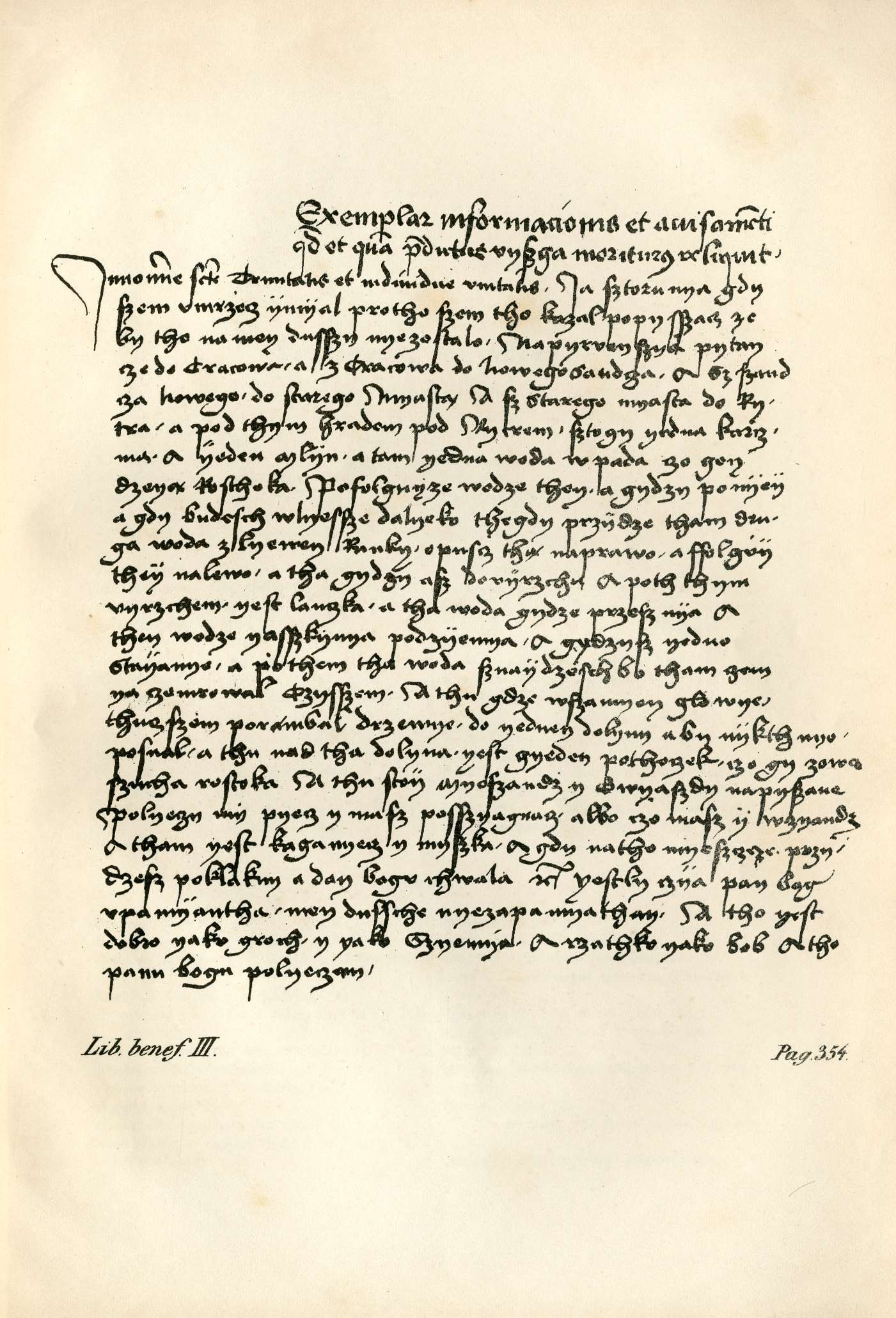
Podobizna zapisu testamentu Piotra Wydżgi, opublikowana przez Aleksandra Tyszyńskiego

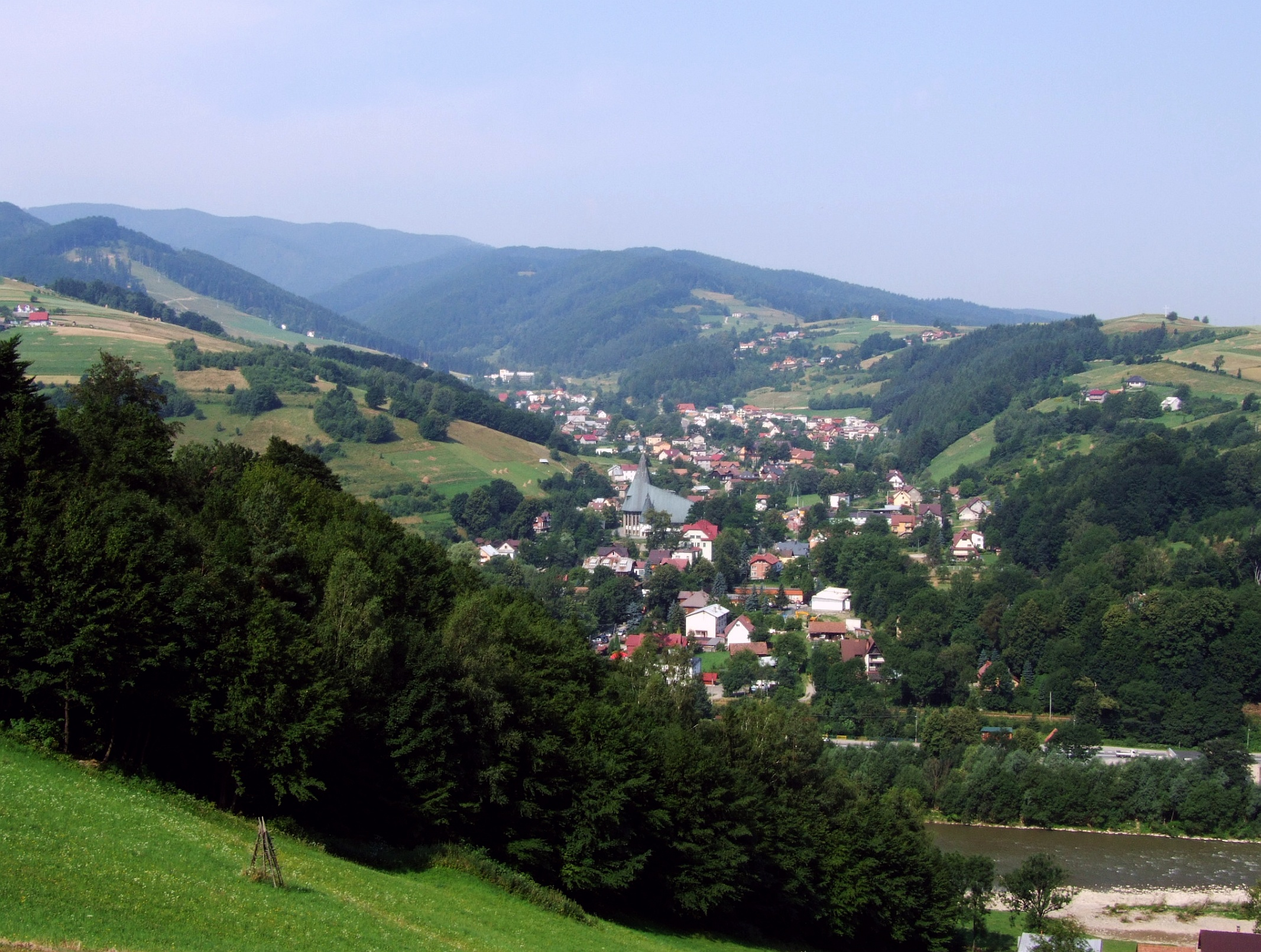
Widok z Zamku w Rytrze na Roztokę Ryterską i dolinę Wielka Roztoka

Testament Piotra Wydżgi – zabytek języka staropolskiego z XV wieku, mający postać testamentu i zawierający opis dotarcia do skarbów ukrytych w okolicach Rytra.

## Historia
Tekst testamentu został przytoczony przez Jana Długosza w Liber beneficiorum dioecesis Cracoviensis (Księga uposażeń diecezji krakowskiej) w tomie czwartym (powstałym w latach 1470–1480) na kartach 245v–246. Dzieło Długosza znajduje się obecnie w Bibliotece Kapitulnej w Krakowie. Polski tekst poprzedzony jest opowieścią o Piotrze Wydżdze w języku łacińskim. Nie jest to prawdziwy testament, lecz przewodnik opisujący w zawiły sposób, jak dotrzeć do skarbów ukrytych w górach. Tekst ma pewne cechy formalne ówcześnie wystawianych testamentów, jednak pojawia się w nim wiele odstępstw od reguł gatunkowych.
Wedle Długosza testament ten sporządził przed śmiercią niejaki Piotr Wydżga (Petrus Wyczga, Vyszga). Wspomniany przez Długosza Wydżga bywa zwykle utożsamiany z rycerzem Wydżgą z XIII wieku, poświadczonym w innych przekazach źródłowych. Można go jednak łączyć także ze starostą sądeckim Wydżgą z Tęgoborza, znanym ze źródeł z lat 1348–1359.
Co do pochodzenia i autentyczności testamentu zdania badaczy są podzielone. Aleksander Tyszyński, Witold Taszycki i Stefan Vrtel-Wierczyński uznawali, że mógł to być oryginalny zapis, jaki Długosz otrzymał od klarysek około 1455 przy okazji relacjonowania uposażeń klasztoru klarysek w Starym Sączu. Z kolei Stanisław Zachorowski uznał testament za utwór czysto literacki. Stanisław Kuraś twierdził, że nie został stworzony czy dodany przez samego Długosza, ale umieszczony później przez notariusza zapisującego księgę Długosza.
Stanisław Eljasz-Radzikowski, Julian Krzyżanowski i Jacek Kolbuszewski uznali testament za najstarszy w języku polskim przykład przewodnika do skarbów ukrytych w górach, nazywanego przez górali „spisek” (podobne spiski znane są z późniejszych czasów). Ta sama księga Długosza zawiera też kolejne „spiski”, umieszczone za testamentem Wydźgi, są one jednak zapisane w języku łacińskim i mają jedynie polskie glosy.
Pod względem językowym tekst zawiera bohemizmy (proto, pod hradem, budesz, słowo posiłkowe sem w złożonej formie czasu przeszłego), co sugeruje, że mógł powstać na terenie południowej Małopolski. Polszczyzna tekstu wskazuje na pierwszą połowę XV wieku. Przeciwko wcześniejszemu datowaniu świadczy m.in. użycie przez autora nowszych form spójników podrzędnych, jak jestli i żeby. Tekst zawiera także kilka terminów i zwrotów użytych w znaczeniach niemających odpowiedników w innych zabytkach staropolszczyzny, np. dobro (’drogi kruszec’), folgować, pofologować (’iść śladem, postępować za czymś’).